# Pan Nepolapitelný
Pan Nepolapitelný (v originále Bandit) je kanadský životopisný kriminální film z roku 2022, který režíroval Allan Ungar a v hlavních rolích se představují Josh Duhamel, Elisha Cuthbert, Nestor Carbonell a Mel Gibson. Film je založen na skutečném příběhu Gilberta Galvana Jr., známého také jako "Létající bandita", který stále drží rekord v největším počtu po sobě jdoucích loupeží v kanadské historii. Scénář Kraiga Wenmana je z velké části založen na rozhovorech a vyprávěních uvedených v knize The Flying Bandit z roku 1996 od Roberta Knuckleho a Eda Arnolda.
Společnosti Redbox Entertainment a Quiver Distribution získaly práva na distribuci filmu v Severní Americe a uvedly jej do kin a na vyžádání 23. září 2022. Film získal převážně pozitivní recenze, přičemž kritici označili výkon Duhamela za nejlepší v jeho kariéře.

## Zápletka
Gilbert Galvan Jr., charismatický profesionální zločinec, uteče z vězení v Michiganu a přejde hranici do Ontaria v Kanadě, kde přijme novou identitu jako Robert Whiteman. Po tom, co se zamiluje do ženy, které nemůže poskytnout zázemí, obrátí se na přepadání bank a zjistí, že v tom je výjimečně dobrý. Pod záminkou práce bezpečnostního analytika začne Robert létat po zemi a loupit více měst za den, čímž nakonec upoutá pozornost národních zpravodajských médií, která mu dají přezdívku "Létající bandita". Jak jeho proslulost roste v rekordním čase, dostává se do přímého zaměření bezohledného detektiva, který se zastaví před ničím, aby ho dostal.

## Obsazení
- Josh Duhamel jako Gilbert Galvan Jr./Robert Whiteman
- Mel Gibson jako Tommy Kay
- Elisha Cuthbert jako Andrea Hudson
- Nestor Carbonell jako John Snydes